# Peter Pietras
Peter Pietras (21 d'abril de 1908 - 1993) fou un futbolista estatunidenc. Va formar part de l'equip estatunidenc a la Copa del Món de 1934.